# Подводный флот военно-морских сил Китайской Народной Республики

Флаг ВМС НОАК

Подводный флот военно-морских сил Китайской Народной Республики включает в себя все действующие подводные лодки Северного, Восточного и Южного флотов ВМС НОАК и является одним из трёх видов войск ВМС, помимо надводного флота и морской авиации. Роль подводных лодок в китайском флоте в настоящее время особенно важна в связи с задержками в строительстве китайских авианосцев. В настоящее время в строю находятся, по некоторым данным, 68 подлодок ВМС КНР.

## Подлодки с баллистическими ракетами

Подводная лодка типа 094 «Цзинь»

В настоящее время в составе ВМС КНР выделяются два класса ракетных подводных крейсеров стратегического назначения: проект 092 «Ся» и проект 094 «Цзинь», планируется ко вводу в эксплуатацию класс 096 «Тянь».

### Развитие
Первая и единственная подводная лодка проекта 092, получившая бортовой номер 406, была заложена в 1978 году, спущена на воду в 1981 году и принята в состав ВМС в 1983 году. Её основным оружием являются ракеты «Цзюйлан-1» (12 пусковых установок) и шесть торпедных аппаратов калибра 533 мм, однако первое успешное испытание ракет состоялось только в 1988 году (в 1985 году испытания завершились неудачей). Небольшой радиус поражения ракет позволяет бороться только против вражеских целей в регионе, а для поражения находящихся на большем расстоянии целей подлодке необходимо выходить во враждебные воды. За время службы подлодка 406 прошла модернизацию (включая покраску в чёрный цвет) и другие её элементы (предполагается, что подлодка теперь несёт ракеты «Цзюйлан-1А» с большим радиусом поражения).
Подлодки типа 094 «Цзинь» схожи с советскими и российскими субмаринами проекта 667БДР «Кальмар», однако менее заметны благодаря менее шумному передвижению. Их вооружение составляют 12 пусковых установок для ракет «Цзюйлан-2» (от 3 до 4 боеголовок, радиус поражения до 8000 км). Подлодки несут патрульную службу и, что предполагается, могут в перспективе атаковать объекты вооружённых сил США на территории самих Штатов.

## Атомные подводные лодки

Подводная лодка типа 093 «Шань»

Китай стал первой азиатской страной и 5-й страной мира, разработавшей собственные атомные подводные лодки. В ВМС НОАК числятся подводные лодки двух классов — тип 091 «Хань» и тип 093 «Шань», также разрабатывается проект 095.

### Развитие
Разработка атомных подлодок началась ещё в 1950-е годы. Несмотря на намерения китайцев обладать подобным вооружением, развитие его замедлилось из-за Культурной революции и советско-китайского раскола, причём из-за последнего китайцы лишились советской помощи в плане разработок АПЛ, что сказалось в дальнейшем на военной промышленности КНР. В 1967 году была заложена первая атомная субмарина КНР типа 091 «Хань», которая строилась до 1974 года. Конструкция подлодок развивалась до 1990 года, когда была спущена последняя подлодка этого проекта. По ходу производства на подлодки были установлены новые сонары и безэховое покрытие, снижающее уровень шума. До 1990-х годов подлодки «Хань» ходили преимущественно в прибрежных водах, однако затем перешли к более серьёзным действиям — так, в 1990-е годы подлодки преследовали американскую авианосную ударную группу, вследствие чего в дело вмешались Морские силы самообороны Японии, потребовавшие от подлодок покинуть японские территориальные воды. Несмотря на то, что подлодки «Хань» уступают по ряду показателей американским субмаринам типа «Лос-Анджелес», они способны уходить на большую глубину в Западной части Тихого океана и атаковать цели, которые не так хорошо защищены от нападений подлодок.
В 1980-е годы в ВМС НОАК стали готовить замену классу «Хань» в виде типа 093 «Шань» — предполагается, что он был создан на основе советского проекта 671РТМ(К) «Щука», что стало большим шагом для подводного флота Китая. За подлодками типа 093 следили внимательно военные эксперты США и стран Азии, отмечая, что на борту таких субмарин могут находиться баллистические ракеты, которые способны атаковать американские авианосные боевые группы на большом расстоянии. Насчитывается как минимум четыре такие подлодки ВМС КНР. В настоящее время КНР сооружает базу подводных лодок в городском округе Санья на острове Хайнань: предполагается, что там могут разместиться до 20 атомных подводных лодок.

## Торпедные дизель-электрические подводные лодки

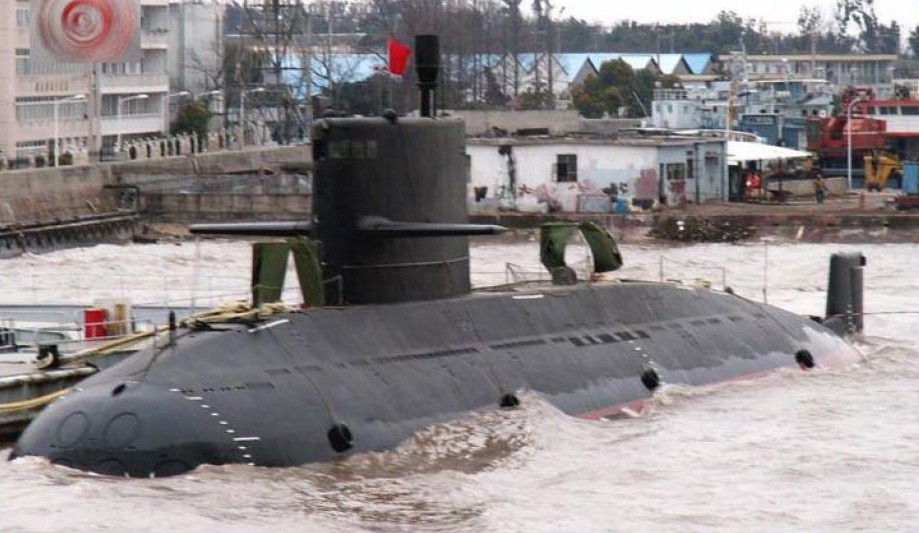
Подводная лодка типа 039A «Юань»

Значительную часть подводного флота Китая составляют дизель-электрические подводные лодки, которые обеспечивают береговую оборону Китая. На вооружении КНР в настоящее время состоят подлодки типов 039A / 041 «Юань», 039 «Сун», 877 «Палтус» и 035 «Мин». Предполагается, что подлодки типа 032 будут переоборудованы из дизель-электрических в подлодки с баллистическим вооружением.

### Развитие
Первыми ДЭПЛ подобного типа в Китае стали советские подлодки типа 613 (кодовое обозначение НАТО «Whiskey»), которые строились в Китае и ввозились туда в больших количествах, неся службу вплоть до середины 1990-х годов. Вторым типом советских субмарин, использовавшихся в Китае, стал тип 633, строившийся в Китае как проект 033 — они производились с конца 1960-х до конца 1980-х годов. Около 100 таких подлодок были произведены в Китае как для нужд ВМС НОАК, так и на экспорт. К концу 1990-х годов в резерв были отправлены многие подлодки типа 033, в 2000-х большая их часть использовалась для учебных целей. В 1974 году на вооружение была принята первая подлодка типа 035 «Мин», чья конструкция была основана на типе 633. Это была первая субмарина китайского производства, несмотря на схожесть с типом 633. Всего была построена 21 такая подлодка, хотя многие были разобраны ещё до спуска на воду из-за плохих показателей. В строю не менее 17 таких подлодок: на самых последних были установлены современные радиолокационные системы, в том числе французский сонар DUUX-5, а также тестировались воздухонезависимые двигатели, снижавшие заметность подлодки на радарах. Учения с участием типа 035 проводятся намного чаще с середины 2000-х годов, подлодки обнаруживаются в японских водах всё чаще (одна даже вышла на поверхность, прежде чем обратно уйти на дно).
В 1990-е годы ВМС НОАК планировал приобрести более современные подводные лодки с улучшенным радиолокационным оборудованием, новым вооружением и дополнительными возможностями, позволяющими бороться против вражеских субмарин. В 1994 году китайцы заказали две подлодки проекта 877ЭКМ из Российской Федерации, которые были доставлены в 1995 году, а через год поступил заказ ещё на две подлодки проекта 636, доставленные в 1997 и 1998 годах соответственно. В 2002 году была заключена сделка на 2 млрд. долларов США по доставке ещё восьми субмарин проекта 636 с возможностью запуска крылатых ракет 3М-54Э «Калибр» и поражения целей (в том числе наземных) на расстоянии до 220 км; к 2006 году в составе ВМС НОАК было 12 таких подлодок. Несмотря на приобретение подлодок проекта 636, ВМС НОАК разрабатывал и собственные субмарины. В 1994 году на воду спущена первая субмарина проекта 039 «Сон», прошедшая испытания в 1995 году. Её отличительными особенностями были немецкий двигатель, семилопастный гребной винт и резиновая шумоподавляющая оболочка. Однако ввести в эксплуатацию подлодку удалось только в 1999 году: к 2006 году были построены 13 подлодок, удовлетворяющих требованиям флота. это стало началом новой эпохи в строительстве китайских субмарин: их оружием являются торпеды и противокорабельные ракеты YJ-8, возможна установка воздухонезависимого двигателя. В настоящее время последней разработкой являются подлодки типа 039A/041 «Юань», схожие с проектом 636 и типом 039 — на них, по некоторым данным, есть воздухонезависимые двигатели, снижающие уровень шума до минимума, а из вооружения есть российские и китайские торпеды и крылатые ракеты. Производство подлодок началась с 2007 года, из них 17 уже в строю и 3 ещё строятся. По оценке американской разведки, эти подлодки превосходят проект 636 и проект 039.

## Наименования
«Правила наименования кораблей ВМС» (кит. трад. 海军舰艇命名条例, пиньинь Hǎijūn Jiàntǐng Mìngmíng Tíaolì, палл. хайцзюнь цзяньтин минмин тяоле) регулируют правила названий любого судна ВМС НОАК: последняя редакция была принята 10 июля 1986 года. По действующим правилам, именами подлодок являются префикс и бортовой номер. Префикс зависит от типа подлодки: кит. упр. 长征, пиньинь Chángzhēng, палл. чанчжэн, буквально: «Великий поход НОАК» — для атомных подводных лодок (МЦАПЛ), кит. упр. 远征, пиньинь Yuǎnzhēng, палл. южаньчжан, буквально: «Дальний поход» — для атомных подводных лодок с баллистическими ракетами (ПЛАРБ), кит. упр. 长城, пиньинь Chángchēng, палл. чанчэн, буквально: «Великая китайская стена» — для дизель-электрических торпедных подводных лодок (ДЭПЛ). Бортовой номер состоит из трёх цифр и используется как главное имя подлодки.